# .dd
.dd — национальный домен верхнего уровня для ГДР. Название взято по первым буквам ГДР: нем. Deutsche Demokratische Republik.
На практике никогда не использовался. В связи с объединением Германии код «dd» был удалён из стандарта ISO 3166-1 в 1990 году.